# Coatepec Harinas
Coatepec Harinas là một đô thị thuộc bang México, México. Năm 2005, dân số của đô thị này là 31860 người.